# حاجی‌آباد (دشتستان)
حاجی‌آباد، روستایی است از توابع بخش بوشکان در شهرستان دشتستان استان بوشهر ایران.

## جمعیت
این روستا در دهستان بوشکان قرار داشته و براساس سرشماری سال ۱۳۸۵ جمعیت آن ۱۳۵ نفر (۲۸ خانوار) می‌باشد.